# Női gyorskorcsolya-csapatverseny a 2022. évi téli olimpiai játékokon
A 2022. évi téli olimpiai játékokon a gyorskorcsolya női csapatversenyét versenyszámát február 12-én és 15-én rendezték. Az aranyérmet a kanadai csapat nyerte. A versenyszámban nem vett részt magyar csapat.

## Rekordok
A versenyt megelőzően a következő rekordok voltak érvényesek:
| Világrekord     | Japán       | 2:50,76 | Salt Lake City, Amerikai Egyesült Államok | 2020. február 14. |
| Olimpiai rekord | Japán (JPN) | 2:53,89 | Phjongcshang, Dél-Korea                   | 2018. február 19. |

A versenyen új olimpiai rekord született:
| Japán (JPN)  | 2:53,61 | Peking, Kína | 2022. február 12. |
| Kanada (CAN) | 2:53,44 | Peking, Kína | 2022. február 15. |

## Naptár
Az időpontok helyi idő szerint (UTC+8), zárójelben magyar idő szerint (UTC+1) olvashatóak.
| Forduló      | Időpont                   |
| ------------ | ------------------------- |
| Negyeddöntők | február 12., 16:00 (9:00) |
| Elődöntők    | február 15., 14:30 (7:30) |
| D döntő      | február 15., 15:24 (8:24) |
| C döntő      | február 15., 15:30 (8:30) |
| B döntő      | február 15., 16:22 (9:22) |
| A döntő      | február 15., 16:28 (9:28) |

## Eredmények
A versenyen nyolc csapat vett részt. A negyeddöntőben négy futamban két-két csapat versenyzett. A négy legjobb idővel beérkező csapat az elődöntőbe jutott, a többiek az időeredményeik alapján kerültek a C-, és D-döntőkbe. Az elődöntők győztesei jutottak az A-döntőbe, a vesztesek a B-döntőben a bronzéremért versenyezhettek. A futamokon a táv 8 kör, azaz 3200 méter volt.
Az időeredmények másodpercben értendők.
A rövidítések jelentése a következő:
- OR: olimpiai rekord

### Negyeddöntők
| Helyezés | Futam | Csapat | Versenyzők | Idő   | Megjegyzés      |
| -------- | ----- | --- | ---------- | ----- | --------------- |
| 1.       | 1     | Japán (JPN) · Ayano Sato · Miho Takagi · Nana Takagi                                                          | 2:53,61    | –     | OR, 1. elődöntő |
| 2.       | 3     | Kanada (CAN) · Ivanie Blondin · Valérie Maltais · Isabelle Weidemann                                          | 2:53,97    | +0,36 | 2. elődöntő     |
| 3.       | 2     | Hollandia (NED) · Antoinette de Jong · Irene Schouten · Ireen Wüst                                            | 2:57,26    | +3,65 | 2. elődöntő     |
| 4.       | 4     | Az Orosz Olimpiai Bizottság versenyzői (ROC) · Jelizaveta Golubeva · Jevgenyija Lalenkova · Natalja Voronyina | 2:57,66    | +4,05 | 1. elődöntő     |
| 5.       | 1     | Kína (CHN) · Ahenaer Adake · Han Mei · Li Qishi                                                               | 3:00,58    | +6,97 | C döntő         |
| 6.       | 2     | Norvégia (NOR) · Marit Fjellanger Bøhm · Sofie Karoline Haugen · Ragne Wiklund                                | 3:01,84    | +8,23 | C döntő         |
| 7.       | 4     | Lengyelország (POL) · Karolina Bosiek · Natalia Czerwonka · Magdalena Czyszczoń                               | 3:01,92    | +8,31 | D döntő         |
| 8.       | 3     | Fehéroroszország (BLR) · Ekaterina Sloeva · Yauheniya Varabyova · Maryna Zuyeva                               | 3:02,00    | +8,39 | D döntő         |

### Elődöntők
| Helyezés    | Csapat | Idő         | Különbség   | Megjegyzés  |
| 1. elődöntő | 1. elődöntő                                                                                                   | 1. elődöntő | 1. elődöntő | 1. elődöntő |
| ----------- | --- | ----------- | ----------- | ----------- |
| 1.          | Japán (JPN) · Ayano Sato · Takagi Miho · Nana Takagi                                                          | 2:58,93     | –           | A döntő     |
| 2.          | Az Orosz Olimpiai Bizottság versenyzői (ROC) · Jelizaveta Golubeva · Jevgenyija Lalenkova · Natalja Voronyina | 3:05,92     | +6,99       | B döntő     |
| 2. elődöntő | |             |             |             |
| 1.          | Kanada (CAN) · Ivanie Blondin · Valérie Maltais · Isabelle Weidemann                                          | 2:54,96     | –           | A döntő     |
| 2.          | Hollandia (NED) · Antoinette de Jong · Irene Schouten · Ireen Wüst                                            | 2:55,94     | +0,98       | B döntő     |

### Döntők
| Helyezés | Csapat | Idő     | Különbség | Megjegyzés |
| A döntő  | A döntő | A döntő | A döntő   | A döntő    |
| -------- | --- | ------- | --------- | ---------- |
| Arany    | Kanada (CAN) · Ivanie Blondin · Valérie Maltais · Isabelle Weidemann                                          | 2:53,44 | –         | OR         |
| Ezüst    | Japán (JPN) · Ayano Sato · Miho Takagi · Nana Takagi                                                          | 3:04,47 | +11,03    |            |
| B döntő  | |         |           |            |
| Bronz    | Hollandia (NED) · Marijke Groenewoud · Irene Schouten · Ireen Wüst                                            | 2:56,86 | –         |            |
| 4.       | Az Orosz Olimpiai Bizottság versenyzői (ROC) · Jelizaveta Golubeva · Jevgenyija Lalenkova · Natalja Voronyina | 2:58,66 | +1,80     |            |
| C döntő  | |         |           |            |
| 5.       | Kína (CHN) · Ahenaer Adake · Han Mei · Li Qishi                                                               | 2:58,33 | –         |            |
| 6.       | Norvégia (NOR) · Marit Fjellanger Bøhm · Sofie Karoline Haugen · Ragne Wiklund                                | 3:02,15 | +3,82     |            |
| D döntő  | |         |           |            |
| 7.       | Fehéroroszország (BLR) · Ekaterina Sloeva · Yauheniya Varabyova · Maryna Zuyeva                               | 3:01,19 | –         |            |
| 8.       | Lengyelország (POL) · Karolina Bosiek · Natalia Czerwonka · Magdalena Czyszczoń                               | 3:03,19 | +2,00     |            |